# Julián García Petit
Julián García Petit (Alamillo, Espanya, 1953 – Cornellà de Llobregat, 28 de setembre del 2023) fou un impressor, gestor de lleure infantil i activista social i polític català.

## Trajectòria
García Petit i la seva família migraren, quan ella era un nadó, al municipi castellà d'Almadén atesa la seva activitat minera. El seu pare, paleta establert a França, s'endugué tota la família al tot just edificat barri de Sant Ildefons de Cornellà de Llobregat l'any 1963.
En la seva adolescència, s'implicà en la Joventut Obrera Cristiana (JOC) per a denunciar la manca de serveis socials i d'infraestructures bàsiques d'aquell entramat urbanístic de Sant Ildefons impulsat pel franquisme. Entre diversos actes, interrompé amb un manifest crític una missa de 1969 de l'arquebisbe de Barcelona Marcelo González Martín, que li comportà una detenció.
Treballà en el sector de la impressió mecànica i per a la Diputació de Barcelona i destacà pel seu activisme veïnal, social i polític. Fou col·laborador i seguidor dels moviments socials i teològics del capellà Joan Nepomucè García-Nieto i París, virà posteriorment cap a l'autonomisme obrer i s'apropà a la branca anticapitalista de Comissions Obreres (CCOO) cap a un argumentari crític respecte de la Transició i més afí a l'esquerra independentista catalana, amb un cert llibertarisme. En aquells anys, entre la fi dels anys 1970 i el decenni del 1980, formà part de l'Ateneu de Cornellà i també fou cofundador de l'Associació de Veïns la Miranda, que presidí entre el 1984 i 1986. Amb l'associació veïnal, promogué l'intercanvi d'alumnes entre escoles lliures de la ciutat i de Dinamarca. També, al llarg de la dècada del 1990, endegà Cal Soques, un esplai juvenil a Carme.

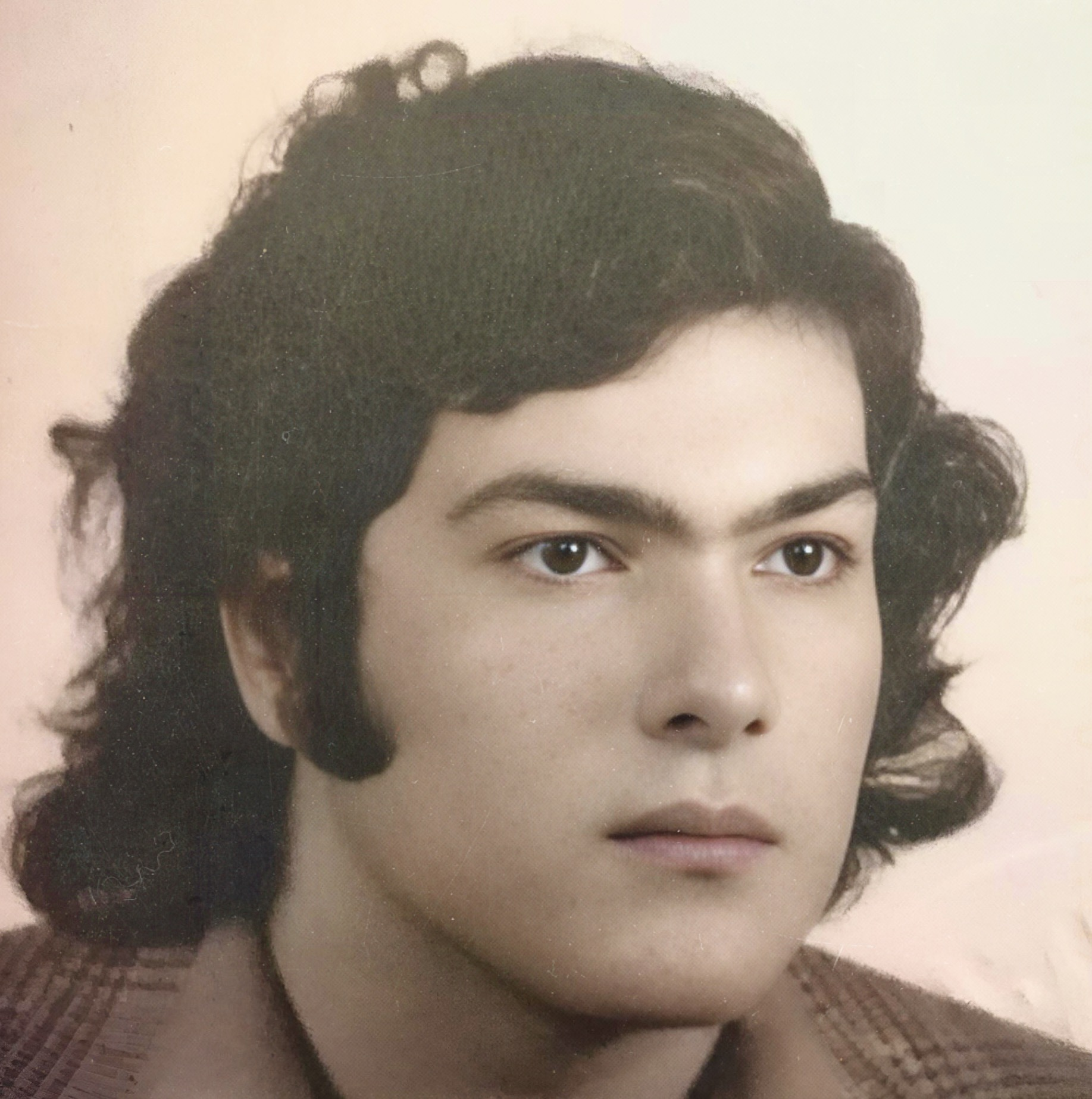
Julián García Petit en la seva adolescència (c. 1975).
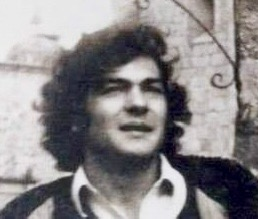
Julián García Petit al llarg dels anys 1980.

Afiliat de la Confederació Nacional del Treball (CNT), visqué des de dins el trencament en l'àmbit local del Partit Socialista Unificat de Catalunya (PSUC) el 1983, llavors al govern de l'Ajuntament de Cornellà i que propicià l'inici de l'hegemonia del Partit dels Socialistes de Catalunya (PSC) a la ciutat. Decennis després, el 2011, concorregué amb la candidatura Des de Baix al consistori cornellanenc, sense representació, i el 2015 amb la candidatura Cornellà en Comú-Crida per Cornellà, que obtingué cinc regidors a l'oposició.
García Petit morí d'una malaltia el 28 de setembre del 2023, amb la cerimònia de comiat el 1r d'octubre. El juny de 2024, poc més de mig any després de la seva mort, un grup memorial amb el seu nom i l'Associació de Veïns de la Miranda, del barri de la Gavarra, l'hi reteren un homenatge acompanyat de la inauguració d'una placa commemorativa.